# Caelatoglanis
Caelatoglanis is een monotypisch geslacht van straalvinnige vissen uit de familie van de zuigmeervallen (Erethistidae).

## Soort
- Caelatoglanis zonatus Ng & Kottelat, 2005